# Малосамовецкое сельское поселение
Малосамовецкое сельское поселение — муниципальное образование в Верхнехавском районе Воронежской области.
Административный центр — посёлок Малый Самовец.

## Административное деление
В состав поселения входит 1 населённый пункт:
- посёлок Малый Самовец.